# Mammea megaphylla
Mammea megaphylla är en tvåhjärtbladig växtart som först beskrevs av J.-f.Leroy, och fick sitt nu gällande namn av P.F.Stevens. Mammea megaphylla ingår i släktet Mammea och familjen Calophyllaceae. Inga underarter finns listade i Catalogue of Life.